# Union des grandes écoles indépendantes
L'Union des Grandes Écoles Indépendantes (UGEI) est une fédération de l'enseignement supérieur privé, organisée en association créée en 1993.
L'association a été créée pour « unir les grandes écoles d'ingénieurs et de management qui se reconnaissaient par leur volonté d'indépendance » selon ses fondateurs. Elle compte aujourd'hui 38 écoles privées.

## Écoles de Commerce
- European Business School Paris (EBS)
- EDC Paris Business School (EDC)
- l'École de management Léonard de Vinci (EMLV)
- l'École supérieure du commerce extérieur (ESCE)
- PSB Paris School of Business (PSB)
- Excelia Group (Excelia BS)
- Groupe École supérieure de commerce de Troyes (SCBS South Champagne BS)
- l'École de management de Normandie (EM Normandie)
- l'Institut international du commerce et du développement (ICD)
- l'Institut des hautes études économiques et commerciales (INSEEC)
- l'Institut supérieur du commerce de Paris (ISC)
- l'Institut supérieur de gestion (ISG)
- Montpellier Business School
- l'Institut de préparation à l'administration et à la gestion (IPAG)

## Écoles d'ingénieurs
- l'École de biologie industrielle (EBI)
- l'École centrale d'électronique (ECE)
- l'École française d'électronique et d'informatique (EFREI)
- l'École d'ingénieurs en génie des systèmes industriels (EIGSI)
- l'École d'ingénieurs des sciences aérospatiales (ELISA Aerospace)
- l'École supérieure d'ingénieurs Léonard-de-Vinci (ESILV)
- CESI École d'ingénieurs
- l'EPF - École d'ingénieurs (EPF)
- l'École pour l'informatique et les techniques avancées (EPITA)[3]
- l'École supérieure d'ingénieurs en génie électrique (ESIGELEC)
- l'École supérieure du bois (ESB)
- l'École d'ingénieurs du monde numérique (ESIEA)
- l'École supérieure d'ingénieurs des travaux de la construction de Paris (ESITC Paris)
- l'École supérieure d'ingénieurs des travaux de la construction de Caen (ESITC Caen)
- l'École supérieure d'ingénieurs des travaux de la construction de Metz (ESITC Metz)
- l'École spéciale de mécanique et de l'électricité (ESME Sudria)
- l'École supérieure des techniques aéronautiques et de construction automobile (ESTACA)
- l'École spéciale des travaux publics, du bâtiment et de l'industrie (ESTP)
- l'Institut d'ingénierie informatique de Limoges (3IL)
- l'Institut polytechnique des sciences avancées (IPSA)
- l'Institut supérieur des biotechnologies de Paris (Sup'Biotech)
- l'Institut textile et chimique de Lyon (ITECH)

## Autre
- École supérieure des arts et techniques de la mode (ESMOD)[4]
- Strate École de design

## Communication

### Activité de lobbying en France
L'UGEI est inscrite comme représentant d'intérêts auprès de l'Assemblée nationale. Elle déclare à ce titre qu'en 2015, les coûts annuels liés aux activités directes de représentation d'intérêts auprès du Parlement sont inférieurs à 10 000 euros.
L'UGEI déclare à la Haute Autorité pour la transparence de la vie publique exercer des activités de lobbying en France pour un montant qui n'excède pas 50 000 euros sur l'année 2017.